# Poena
Poena era el nom llatí donat a l'antiga Roma al càstig que corresponia a una ofensa (noxa). Era el nom genèric per qualsevol càstig mentre que multa era una pena de tipus pecuniari d'una ofensa particular. Per imposar una pena el càstig havia d'estar regulat per la llei. Ulpià deia que poena era el nom genèric per a qualsevol càstig de qualsevol delicte i multa era la pena per un delicte particular, que en temps d'Ulpià s'abonava en diners. Ulpià també diu que la Llei de les dotze taules, determinava que la multa havia de consistir en un cert nombre de bous i ovelles. Si no s'imposava cap poena, es podia imposar una multa.